# Halowe Mistrzostwa Europy w Lekkoatletyce 1979 – skok o tyczce mężczyzn
Skok o tyczce mężczyzn – jedna z konkurencji technicznych rozgrywanych podczas halowych lekkoatletycznych mistrzostw Europy w hali Ferry-Dusika-Hallenstadion w Wiedniu. Rozegrano od razu finał 25 lutego 1979. Zwyciężył reprezentant Polski Władysław Kozakiewicz, który był już halowym mistrzem Europy w 1977. Ustanowił on nieoficjalny halowy rekord Europy skokiem na wysokość 5,58 cm.  Tytułu zdobytego na poprzednich mistrzostwach nie bronił Tadeusz Ślusarski z Polski.

## Rezultaty
Rozegrano od razu finał, w którym wzięło udział 16 skoczków.

Opracowano na podstawie materiału źródłowego.
| Miejsce | Zawodnik              | Wynik | Uwagi |
| ------- | --------------------- | ----- | ----- |
| 1       | Władysław Kozakiewicz | 5,58  | AR    |
| 2       | Konstantin Wołkow     | 5,45  |       |
| 3       | Władimir Trofimienko  | 5,45  |       |
| 4       | Günther Lohre         | 5,40  |       |
| 5       | Wojciech Buciarski    | 5,40  |       |
| 6       | Mariusz Klimczyk      | 5,40  |       |
| 7       | Philippe Houvion      | 5,40  |       |
| 8       | Brian Hooper          | 5,30  |       |
| 9       | Rauli Pudas           | 5,20  |       |
| 10      | Atanas Tyrew          | 5,20  |       |
| 11      | Roger Oriol           | 5,20  |       |
| 12      | Kimmo Pallonen        | 5,20  |       |
| 13      | Domenico D’Alisera    | 5,10  |       |
| –       | Patrick Abada         | NM    |       |
| –       | Tapani Haapakoski     | NM    |       |
| –       | Thierry Vigneron      | NM    |       |